# Cuesta Colorada, Querétaro Arteaga
Cuesta Colorada är en ort i Mexiko.   Den ligger i kommunen Peñamiller och delstaten Querétaro Arteaga, i den centrala delen av landet, 200 km norr om huvudstaden Mexico City. Cuesta Colorada ligger 2 055 meter över havet och antalet invånare är 109.
Terrängen runt Cuesta Colorada är kuperad västerut, men österut är den bergig. Runt Cuesta Colorada är det ganska tätbefolkat, med 54 invånare per kvadratkilometer. Närmaste större samhälle är Pinal de Amoles, 9,7 km öster om Cuesta Colorada. I omgivningarna runt Cuesta Colorada växer huvudsakligen savannskog.